# Antología de la Zarzuela
Antología de la Zarzuela va ser un programa de televisió d'Espanya, dirigit per Fernando García de la Vega, que es va emetre per La 1 de TVE en la temporada 1979-1980.

## Format
El programa estava integrat per una sèrie d'esquetxos, inconnexos entre si, en els quals es representaven fragments solts d'algunes de les més famoses Sarsuelas espanyoles. Eren interpretats per actors professionals, però per a les veus s'usava la tècnica del playback, de manera que les veus pertanyien a cantants lírics i no als actors que apareixien en pantalla. Responia a una mecànica anàloga al programa predecessor, Escala en hi fi, però en lloc de música pop, amb un contingut adaptat al género chico.

## Sarsueles
Entre altres, es van representar fragments de les següents sarsueles:
- Agua, azucarillos y aguardiente
- Don Gil de Alcalá
- El amigo Melquíades
- El año pasado por agua
- El barberillo de Lavapiés
- El cabo primero
- El chaleco blanco
- El dúo de la africana
- El húsar de la guardia
- El niño judío
- El pobre Valbuena
- El tambor de granaderos
- Gigantes y cabezudos
- Jugar con fuego
- La alegría del batallón
- La chula de Pontevedra
- La corte del faraón
- La del soto del Parral
- La Gran Vía
- La verbena de la Paloma
- La viejecita
- Los cadetes de la reina
- Los diamantes de la corona
- Los gavilanes
- Los sobrinos del Capitán Grant
- Maruxa
- Pan y toros

## Actors
Van participar en el programa, entre d'altres, els següents actors:
- Antonio Garisa
- Alfonso del Real
- Ángel de Andrés
- Azucena Hernández
- Blaki
- Fedra Lorente
- Francisco Cecilio
- Joaquim Kremel
- Manuel Gallardo
- María Kosty
- Mary Begoña
- Norma Duval
- Pedro Osinaga
- Pepe Ruiz
- Queta Claver